# Qala e Naw (huyện)
Qala-i-Naw là một huyện thuộc tỉnh Badghis, Afghanistan. Dân số thời điểm năm 1999 là 37,982 người.